# 계성초등학교 축구단
계성초등학교 축구부는 대한민국 충청남도 당진시에 있는 초등학교 축구부이다. 계성초등학교가 운영하는 축구부로, 2001년에 창단 되었다.

## 시즌별 성적
- 2022년 도민체전 우승
- 2023년 주말리그 13전 12승 1무 무패

## 참고 자료
- “KFA 통합경기정보 시스템”. 대한축구협회.

## 같이 보기
- 계성초등학교